# Chesias leuconeura
Chesias leuconeura är en fjärilsart som beskrevs av Louis Beethoven Prout 1931. Chesias leuconeura ingår i släktet Chesias och familjen mätare. Inga underarter finns listade i Catalogue of Life.